# Bisdom Lamezia Terme
Het bisdom Lamezia Terme (Latijn: dioecesis Neocastrensis, Italiaans: diocesi di Lamezia Terme) is een in Italië gelegen rooms-katholiek aartsbisdom met zetel in de stad Lamezia Terme. Het aartsbisdom behoort tot de kerkprovincie Catanzaro-Squillace en is, samen met het aartsbisdom Crotone-Santa Severina, suffragaan aan het aartsbisdom Catanzaro-Squillace.

## Geschiedenis
Het bisdom Nicastro werd in de 6e eeuw opgericht. Het was suffragaan aan het aartsbisdom Reggio Calabria. Op 5 juli 1818 voegde paus Pius VII met de apostolische constitutie De utiliori het gebied van het opgeheven bisdom Martirano bij Nicastro. De Congregatie voor de Bisschoppen hernoemde het bisdom op 30 september 1986 met het decreet Instantibus votis tot bisdom Lamezia Terme. Op 30 januari 2001 werd het suffragaan aan het aartsbisdom Catanzaro-Squillace.

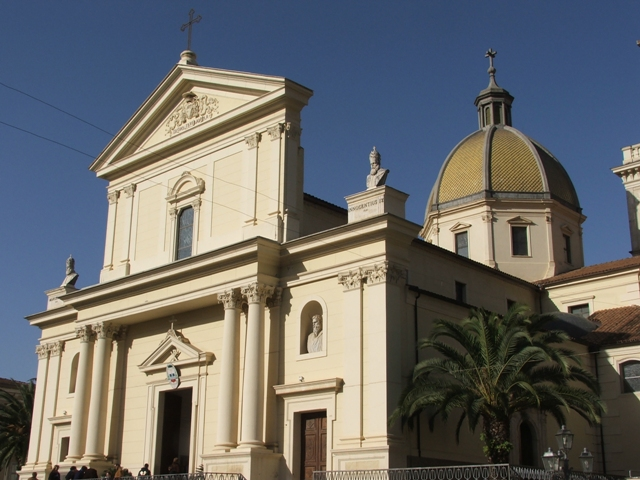
Kathedraal van Lamezia Terme
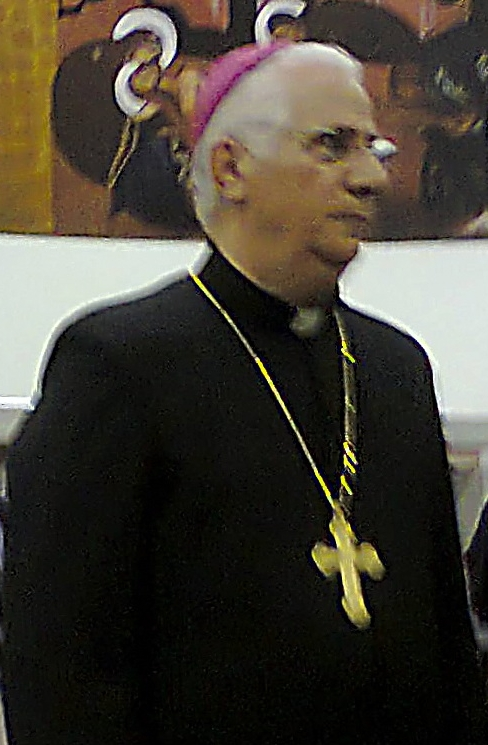
Bisschop Cantafora

## bisschoppen van Lamezia Terme
- 1982–2004: Vincenzo Rimedio (tot 1986 bisschop van Nicastro)
- 2004-heden: Luigi Antonio Cantafora